# Arundinaria graminea
Arundinaria graminea är en gräsart som först beskrevs av William Jackson Bean, och fick sitt nu gällande namn av Tomitaro Makino. Arundinaria graminea ingår i släktet Arundinaria och familjen gräs. Inga underarter finns listade i Catalogue of Life.